# Каменар (област Бургас)
 Тази статия е за селото в Област Бургас.  За другите села с това име вижте Каменар.  
Каменар е село в Югоизточна България, от 2022 г. е квартал на град Поморие. Намира се в община Поморие, област Бургас.

## География
Кварталът се намира в лозарски район в близост до морето, на 4 km от Каблешково, на 7 km от Поморие и на 19 km от областния център Бургас. Навремето е имало каменна кариера и въглищна мина, които са давали работа на местните. Каменната кариера не е затворена и още работи.

## История
Селото е създадено от преселници от Егейска Македония. Има къщи, в които се говори само на македонски диалект. До 1934 година името на селото е Алекария.
В местността Телки бурун в землището на село Каменар е направена случайна археологическа находка на съкровище, съдържащо 4 златни и 35 сребърни монети, и укрито в годините след 1642 г.
На 29 юни 2022 година Каменар става квартал на град Поморие.

## Население

### Етнически състав
Преброяване на населението през 2011 г.
Численост и дял на етническите групи според преброяването на населението през 2011 г.:
|                     | Численост |
| Общо                | 349       |
| Българи             | 297       |
| Турци               | -         |
| Цигани              | -         |
| Други               | 25        |
| Не се самоопределят | -         |
| Неотговорили        | 25        |

## Културни и природни забележителности
Чешмата в Каменар е известна с редовното ѝ посещаване от поморийци и каменарци за пълнене на вода.

## Транспорт
Международното Летище Бургас се намира на 13 km от квартала.

## Религия
В селото има православен храм "Света Параскева", датиращ от 1871 г. 